# Victoria Roberts
Victoria „Vicky“ Roberts (* 10. März 1978 in London) ist eine ehemalige australische Ruderin.
Die 1,84 m große Victoria Roberts vom UTS Haberfield Rowing Club aus Sydney gewann bei den (inoffiziellen) U23-Weltmeisterschaften 1999 die Silbermedaille im Vierer ohne Steuerfrau. Bei den Olympischen Spielen 2000 in ihrer Heimatstadt belegte sie mit dem Achter den fünften Platz. Im Jahr darauf ruderte Victoria Roberts zusammen mit Jane Robinson, Julia Wilson und Jo Lutz im Vierer ohne Steuerfrau zum Weltmeistertitel. Im Weltmeisterschaftsfinale von Luzern hatten die Australierinnen etwas über eine Sekunde Vorsprung vor den Neuseeländerinnen. Die vier Ruderinnen traten auch mit dem Achter an und gewannen auch in dieser Bootsklasse den Titel vor den Booten aus Rumänien und Deutschland. Bei den Weltmeisterschaften 2002 war Victoria Roberts die einzig verbliebene Ruderin aus dem Vorjahres-Vierer. Zusammen mit Kristina Larsen, Jodi Winter und Rebecca Sattin siegte sie im Finale mit zwei Sekunden Vorsprung auf die Kanadierinnen. Alle Ruderinnen des Vierers ruderten auch im Achter, der sich hinter dem US-Achter ein enges Rennen mit dem deutschen Boot lieferte. Im Ziel reichten den Australierinnen neun Hundertstelsekunden Vorsprung zum Gewinn der Silbermedaille. Bei den Weltmeisterschaften 2003 verpasste der australische Achter als Vierter die Medaillenplätze um anderthalb Sekunden. Im Finale der Olympischen Spiele 2004 lag der australische Achter bis 400 Meter vor dem Ziel auf dem dritten Rang, als die vor Julia Wilson sitzende Sally Robbins kollabierte; das Boot überquerte die Ziellinie mit zehn Sekunden Rückstand auf die fünftplatzierten Deutschen. Nach zwei Jahren Pause kehrte Victoria Roberts 2007 noch einmal auf die internationalen Regattastrecken zurück. Bei den Weltmeisterschaften 2007 gewann sie zusammen mit Phoebe Stanley, Katelyn Gray und Emily Martin die Bronzemedaille im Vierer ohne Steuerfrau.